# Irene Rivera Andrés
Irene Rivera Andrés (Mieres, Asturias, 29 de noviembre de 1969) es una política española. Fue diputada de Ciudadanos en el Congreso de los Diputados durante la XI legislatura de España, la XII legislatura de España y en el Parlamento de Andalucía.

## Biografía
Nacida en Mieres (Asturias), Rivera abandonó su tierra natal a los 17 años para estudiar e iniciar su carrera profesional.
Es licenciada en Ciencias Físicas y ha desarrollado su carrera profesional como funcionaria de la Administración General del Estado, formando parte del Cuerpo Superior de Sistemas y Tecnologías de la Información de la Administración del Estado. Es piloto de helicópteros y ha trabajado para la Dirección General de Tráfico.

## Carrera política
Rivera se afilió a Ciudadanos en noviembre de 2013 y se adscribió a la agrupación de Málaga.
En febrero de 2015, Rivera decidió dar el paso y presentarse a las primarias para ser la cabeza de lista de la formación naranja por Málaga a las elecciones andaluzas de marzo de 2015. Tras lograr los avales necesarios, Rivera fue proclamada candidata y la noche del 22 de marzo se convirtió en diputada en el Parlamento de Andalucía.
En julio de 2015, Rivera se presentó a las primarias para encabezar la lista del partido de Albert Rivera al Congreso de los Diputados por Málaga. Tras ganarlas por tan sólo seis votos, Rivera se convirtió en la candidata y consiguió el escaño en el Congreso tras las elecciones del 20 de diciembre. Durante la legislatura, Rivera presidió la Comisión de Seguridad Vial y Movilidad Sostenible y ejerció de portavoz en las comisiones de Fomento y de Industria, Energía y Turismo.
Tras el fracaso de Ciudadanos en las elecciones generales de noviembre, Irene Rivera no pudo revalidar su escaño que consiguió en abril, teniendo que volver a su puesto de trabajo, pilotar helicópteros en tráfico.